# Fabio Beccarelli
Fabioo Beccarelli, né le 18 mai 1979 à Coire dans le canton des Grisons en Suisse, est un joueur professionnel suisse de hockey sur glace.
Il est le frère aîné de Mauro Beccarelli avec lequel il a joué au hockey au HC Coire et au HC Bienne.

## Carrière en club
- 1997-1999 HC Coire (LNB) et CP Berne (LNA)
- 1999-2002 HC Coire (LNB)
- 2002-2003 HC Bienne (LNB)

## Carrière internationale
Il fait partie de l'équipe de Suisse de hockey sur glace au cours des compétitions suivantes :
Championnat du monde junior
- 1999